# Journées de Juin
Pour les articles homonymes, voir Glorieuse.
Batailles
- Trois Glorieuses
- Révolte des canuts
- Insurrection républicaine à Paris en juin 1832
- Guerre de Vendée et Chouannerie de 1832
- Révolution française de 1848
- Journées de Juin
- Coup d'État du 2 décembre 1851
- Commune de Paris
- Semaine sanglante

Les journées de Juin sont une révolte d'ouvriers parisiens du 22 au 26 juin 1848 pour protester contre la fermeture des ateliers nationaux.

## Situation sociale et politique

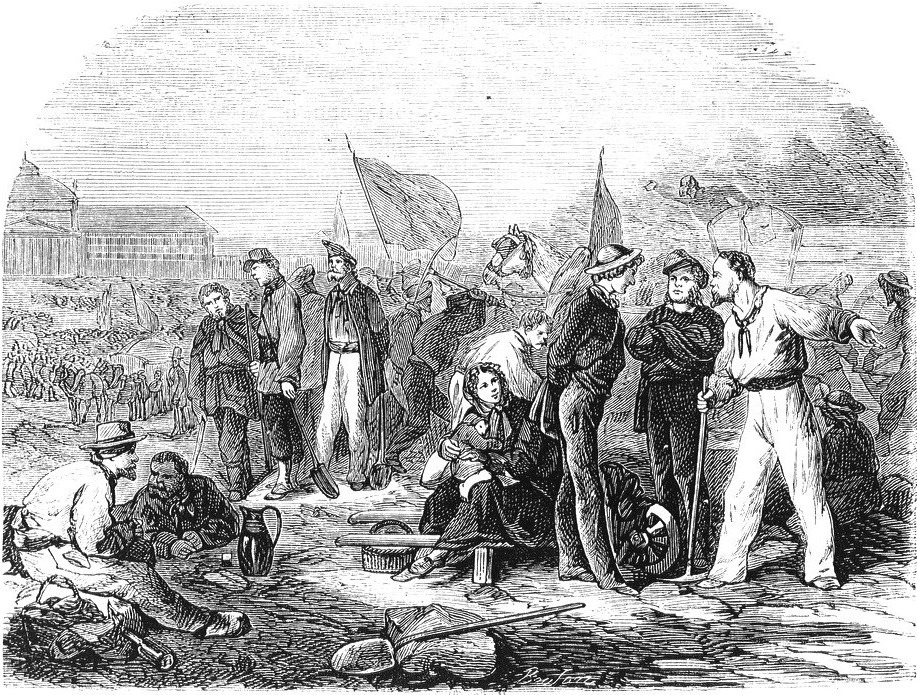
Les ateliers nationaux au Champ-de-Mars.
Gravure de Bouton extraite de l'ouvrage Histoire de la Révolution de 1848.

La crise économique et sociale, qui avait causé le fort mécontentement populaire ayant débouché sur la révolution de février 1848, persiste. L'incertitude quant à l'orientation plus ou moins sociale de la république proclamée solennellement le 4 mai, incite les détenteurs de capitaux à retirer leurs fonds des banques qui manquent alors de liquidités pour consentir des prêts et soutenir l'escompte. Le nombre de chômeurs augmente. Il y a près de 115 000 personnes inscrites dans les ateliers nationaux parisiens le 18 mai. Cela entraîne une dépense de près de 200 000 francs par jour. Grâce à la propagande d'Alfred de Falloux (faux rapports de la commission du travail de l'Assemblée constituante) et des partisans de l'ordre, les rentiers et les bourgeois s'exaspèrent de devoir entretenir un nombre croissant de chômeurs. Les ateliers nationaux sont une infamie morale aux yeux des classes dominantes. Le coût des ateliers nationaux représente en réalité moins de 1 % du budget global du gouvernement[réf. nécessaire]. Certains fins esprits[Qui ?] les surnomment : les « râteliers nationaux ». Ils consistent en fait en des activités de terrassement. De fait si la République manque de moyens c'est qu'elle s'est engagée à rembourser intégralement les aristocrates lésés par la mise en place de la République[réf. nécessaire], allant même jusqu'à créer un nouvel impôt dans ce but, tout en le justifiant, justement, par le coût prétendument exorbitant des ateliers nationaux.
Mécontents, les ouvriers des ateliers nationaux se tournent vers les démocrates socialistes ou bien les partisans de Louis-Napoléon Bonaparte[réf. nécessaire]. Certains ouvriers s'organisent et fondent le 20 mai la Société des corporations réunies qui regroupe une bonne partie des ouvriers ayant participé aux travaux de la Commission du Luxembourg mise en place par le gouvernement provisoire dès le lendemain de la révolution de février. Le 28 mai paraît le journal Le Travail et le 4 juin Le Journal des travailleurs qui développent des idées républicaines et sociales. Les ouvriers des ateliers nationaux et ceux de la Commission du Luxembourg s'entendent pour présenter des listes communes aux élections complémentaires pour l'Assemblée nationale des 4 juin et 5 juin. Le mouvement républicain progressiste, bien qu'amputé de ses chefs après l'échec de la manifestation du 15 mai 1848, progresse à Paris (Marc Caussidière, Pierre Leroux et Pierre-Joseph Proudhon sont élus).
Parallèlement, le « parti bonapartiste » prend de l'ampleur. Ses partisans mettent en avant les idées sociales du prétendant au trône Louis-Napoléon Bonaparte, auteur de De l'extinction du paupérisme, et jouent sur le souvenir encore frais du Premier Empire. Les ouvriers de La Villette pétitionnent pour que Louis-Napoléon Bonaparte soit nommé Consul. La 7e légion de la Garde nationale (celle des quartiers populaires du Panthéon, de Saint-Marcel et de Saint-Victor) envisage de le prendre comme colonel en remplacement du républicain Armand Barbès que la Commission exécutive, le gouvernement, vient de jeter en prison. Aux élections, Louis-Napoléon Bonaparte est triomphalement élu à Paris et dans quatre autres départements. Il renonce provisoirement à quitter son exil londonien pour venir siéger.
De ces élections, la majorité très conservatrice de l'Assemblée nationale (les républicains du lendemain, en fait des monarchistes camouflés) sort renforcée. Adolphe Thiers, battu le 23 avril, est confortablement élu à Paris et dans trois départements. Accompagné de cinq nouveaux élus conservateurs parisiens (sur les onze sièges à pourvoir à Paris), il apporte son savoir-faire politique.

## Fermeture des ateliers nationaux
Débarrassée des chefs républicains progressistes après l'échec de la manifestation du 15 mai 1848, la majorité conservatrice de l'Assemblée nationale s'emploie à faire disparaître les ateliers nationaux symbole de la politique sociale mise en place après la révolution de février 1848. Le 16 mai, la Commission du Luxembourg est supprimée, les ateliers sociaux (différents des ateliers nationaux) créés sont progressivement détruits, son président Louis Blanc étant par ailleurs sous la menace d'une arrestation et d'une enquête de la part de l'Assemblée nationale. Dès le 24 mai, Ulysse Trélat, ministre des Travaux publics, demande la suppression des ateliers nationaux. Il est secondé à l'Assemblée par les conservateurs comte de Falloux et comte de Montalembert. Le 30 mai, l'Assemblée décide que les ouvriers domiciliés depuis moins de trois mois dans le département de la Seine doivent regagner la province. On tente ainsi de dégonfler les effectifs de chômeurs secourus et de réduire une possible résistance des ouvriers parisiens.
Mais le gouvernement — la Commission exécutive — composée de républicains modérés, répugne à mettre en cause un des acquis les plus sociaux de la nouvelle république. Le décret du 24 mai est suspendu. Pour gagner la sympathie populaire, la Commission exécutive projette la création d'un crédit foncier devant aider les paysans très touchés par la crise économique. La réduction du très impopulaire impôt sur le sel est envisagée.
Afin de fournir du travail aux ouvriers des ateliers nationaux, la Commission projette de nationaliser les compagnies de chemin de fer dont les chantiers ferroviaires seraient tenus par les chômeurs. Devant cette mise en cause de la propriété privée, la majorité conservatrice de l'Assemblée décide d'intensifier son action.
Les 14 et 15 juin, Alfred de Falloux et Michel Goudchaux sont élus respectivement rapporteur et président de la Commission spéciale sur les ateliers nationaux.
Les 19 juin et 20 juin, l'Assemblée vote la dissolution des ateliers nationaux. Le 21, la Commission exécutive cède et décrète la fermeture des ateliers nationaux : les ouvriers âgés de 18 à 25 ans doivent s'enrôler dans l'armée, les autres doivent se rendre en province, et notamment en Sologne pour y creuser le canal de la Sauldre. Le 21 juin Le Moniteur, le Journal Officiel de l'époque, publie le décret.
Le 22 juin l'agitation se propage. Friedrich Engels écrit : « La ville était divisée en deux camps. La ligne de partage partait de l'extrémité nord-est de la ville, de Montmartre, pour descendre jusqu'à la porte Saint-Denis, de là, descendait la rue Saint-Denis, traversait l'île de la Cité et longeait la rue Saint-Jacques, jusqu'à la barrière. Ce qui était à l'est était occupé et fortifié par les ouvriers ; c'est de la partie ouest qu'attaquait la bourgeoisie et qu'elle recevait ses renforts. »
Le 23 juin sont dressées les premières barricades. L'historien Samuel Hayat indique que le discours prononcé à l'aube, place de la Bastille, par Louis Ferdinand Pujol « marque symboliquement le début de l'insurrection, bien que la mobilisation se fasse progressivement ».

## Chronologie des événements

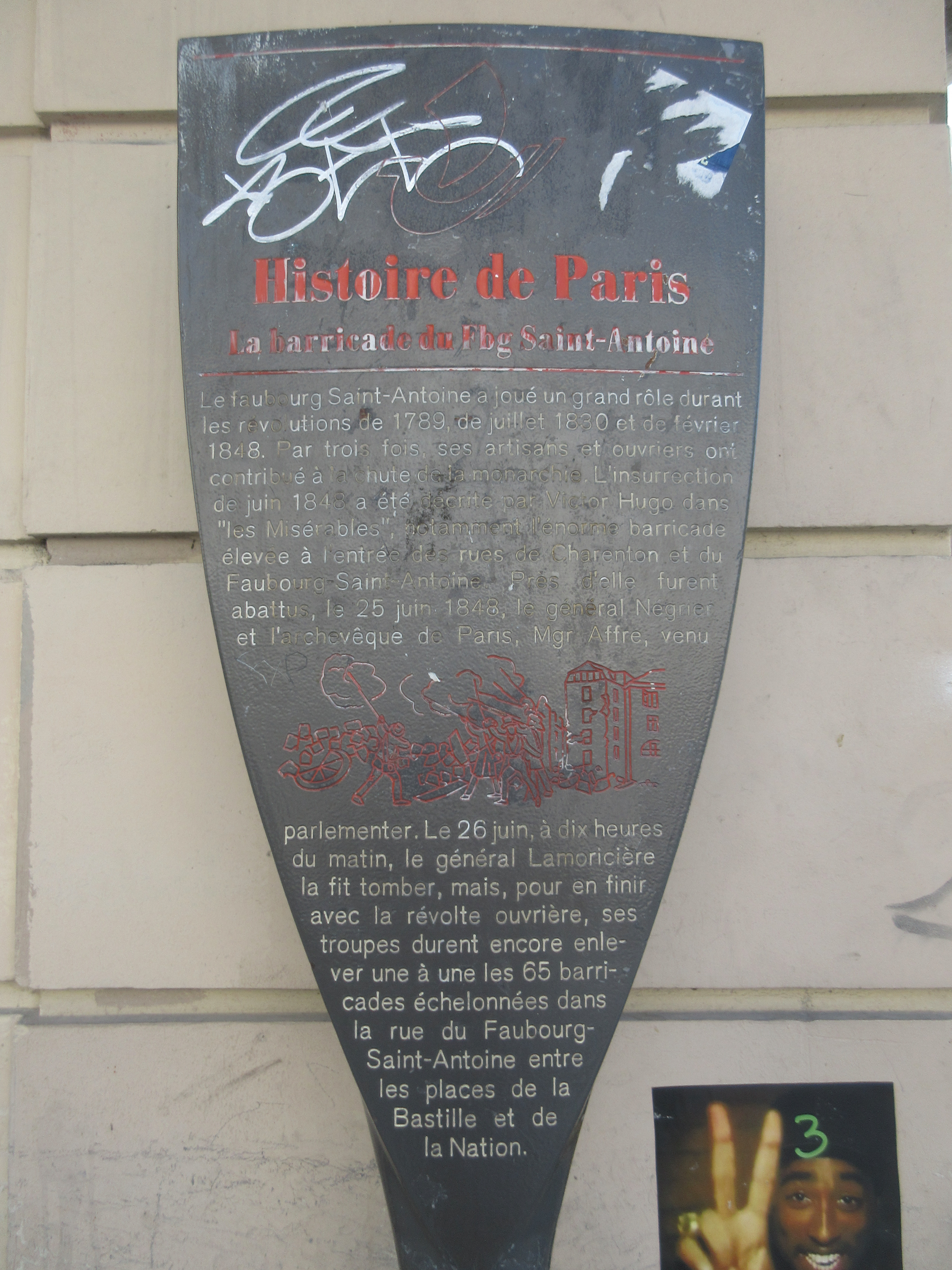
Panneau Histoire de Paris « La Barricade du Faubourg Saint-Antoine »
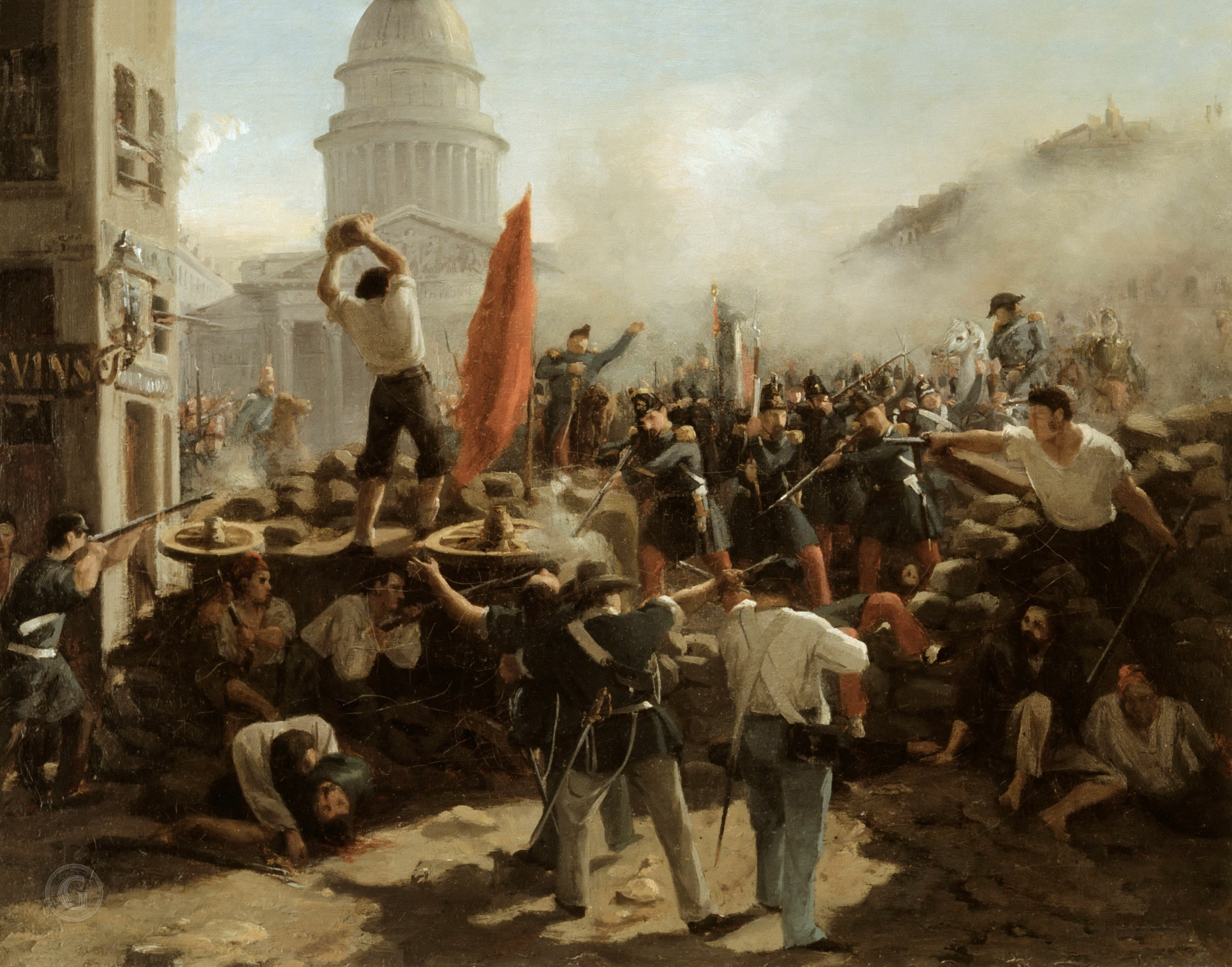
Tableau de Horace Vernet : Barricades rue Soufflot
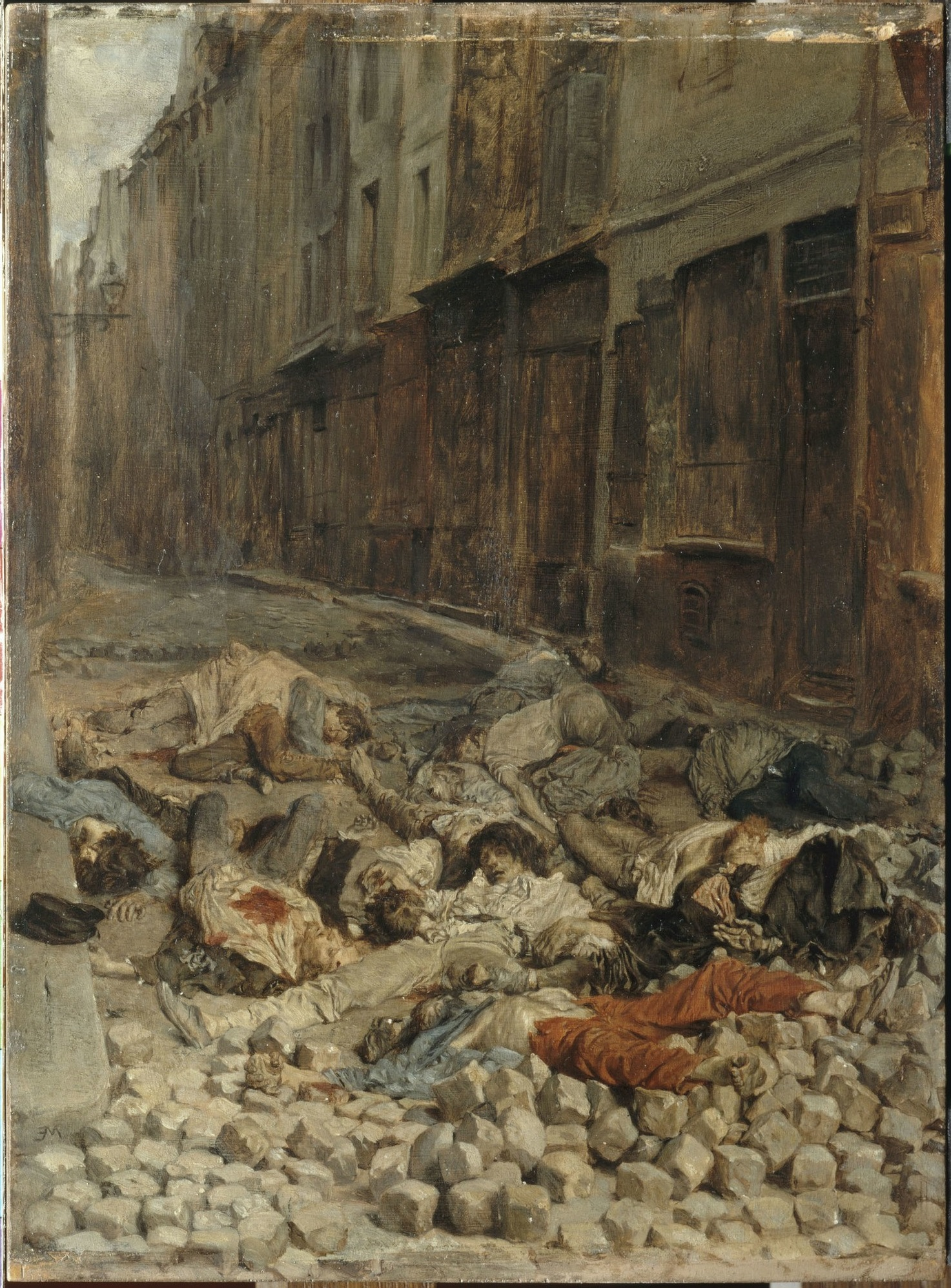
Tableau d'Ernest Meissonier : La Barricade, rue de la Mortellerie, juin 1848, dit aussi Souvenir de guerre civile.
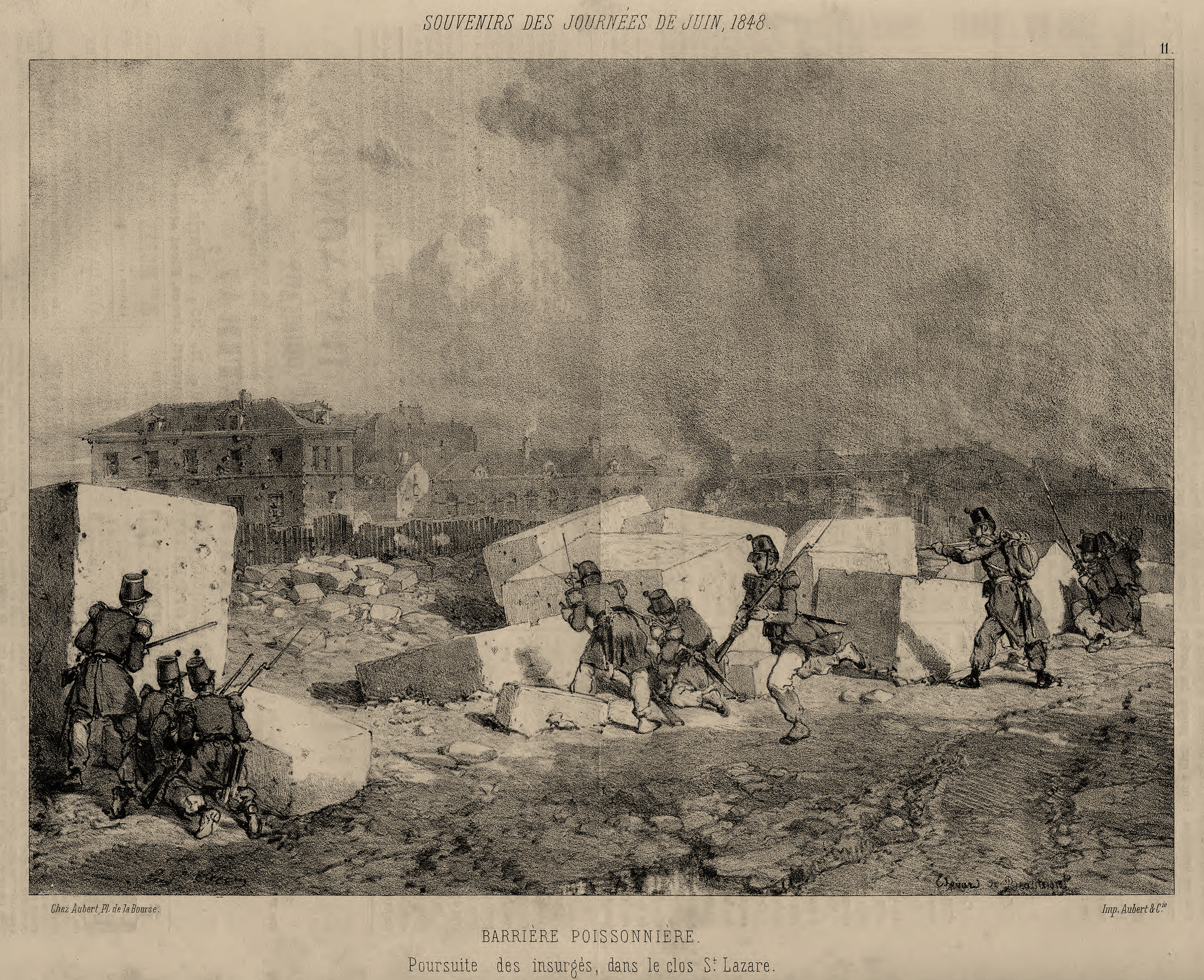
Barrière Poissonnière : Poursuite des insurgés, dans le clos Saint-Lazare le 23 juin 1848.
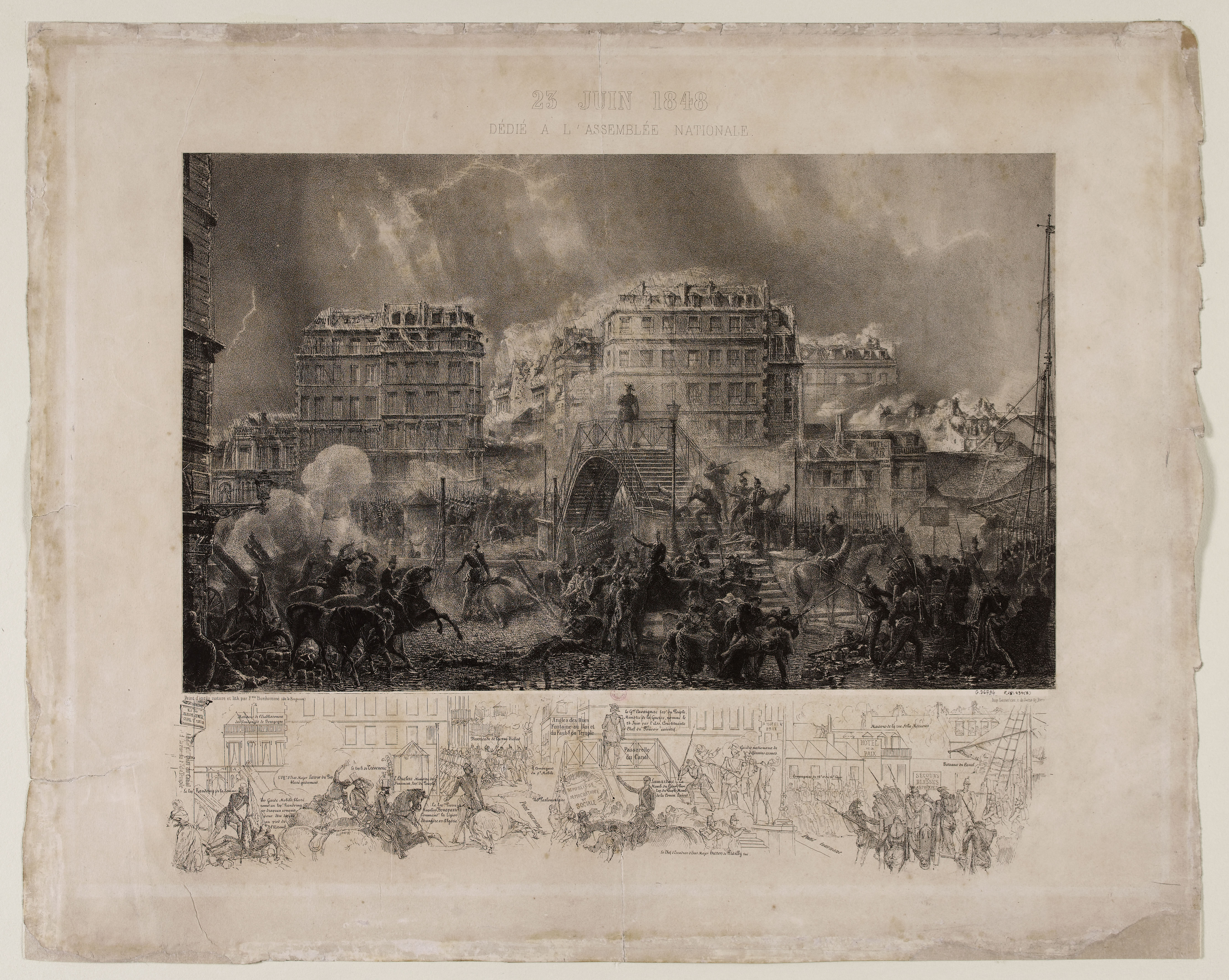
Lithographie du 25 juin 1848 réalisée par Ignace-François Bonhommé, aujourd'hui conservée au Musée Carnavalet à Paris

Les causes de la révolte ouvrière
- 26 février : création des ateliers nationaux visant à résorber le chômage des ouvriers dans les grandes villes (la crise économique sévit depuis 1847).
- 15 mars : tentative de faire repousser les élections.
- 23 et 24 avril : élection de l'Assemblée constituante ; unanimisme républicain chez les candidats ; les vainqueurs sont ceux qui figuraient sur plusieurs listes (scrutin de liste départemental jusqu'en 1852), donc modérés, qui se révélèrent au fil du temps républicains du lendemain. Les positions des uns et des autres se décantèrent à l'épreuve des faits.
- 21 juin : les ateliers nationaux sont supprimés en raison de leur coût, parce que le travail (essentiellement le repavage des rues) n'existe plus, laissant place à l'agitation politique quotidienne. Le coût des ateliers nationaux ne représente en réalité que moins de 1 % du budget global du gouvernement.
- 22 juin : agitation en divers points de la capitale.

Les journées insurrectionnelles
- 23 juin : début de la révolte populaire de Juin par l'établissement des premières barricades, durement réprimée par l'armée menée par le général Louis Eugène Cavaignac. Le général Hippolyte-Marie-Guillaume de Rosnyvinen de Piré a fourni le témoignage suivant, inattendu, de l'attitude des insurgés de la barricade de la rue Nationale-Saint-Martin ce jour-là :

« Citoyens représentants, entré le premier à la baïonnette, le 23 juin, dans la barricade de la rue Nationale-Saint-Martin, je me suis vu quelques instants seul au milieu des insurgés animés d'une exaspération indicible. Nous combattions à outrance de part et d'autre ; ils pouvaient me tuer, ils ne l'ont pas fait ! J'étais dans les rangs de la Garde nationale, en grande tenue d'officier général ; ils ont respecté le vétéran d'Austerlitz et de Waterloo ! Le souvenir de leur générosité ne s'effacera jamais de ma mémoire… Je les ai combattus à mort, je les ai vus braves Français qu'ils sont ; encore une fois, ils ont épargné ma vie ; ils sont vaincus, malheureux, je leur dois le partage de mon pain… Advienne que pourra ! »

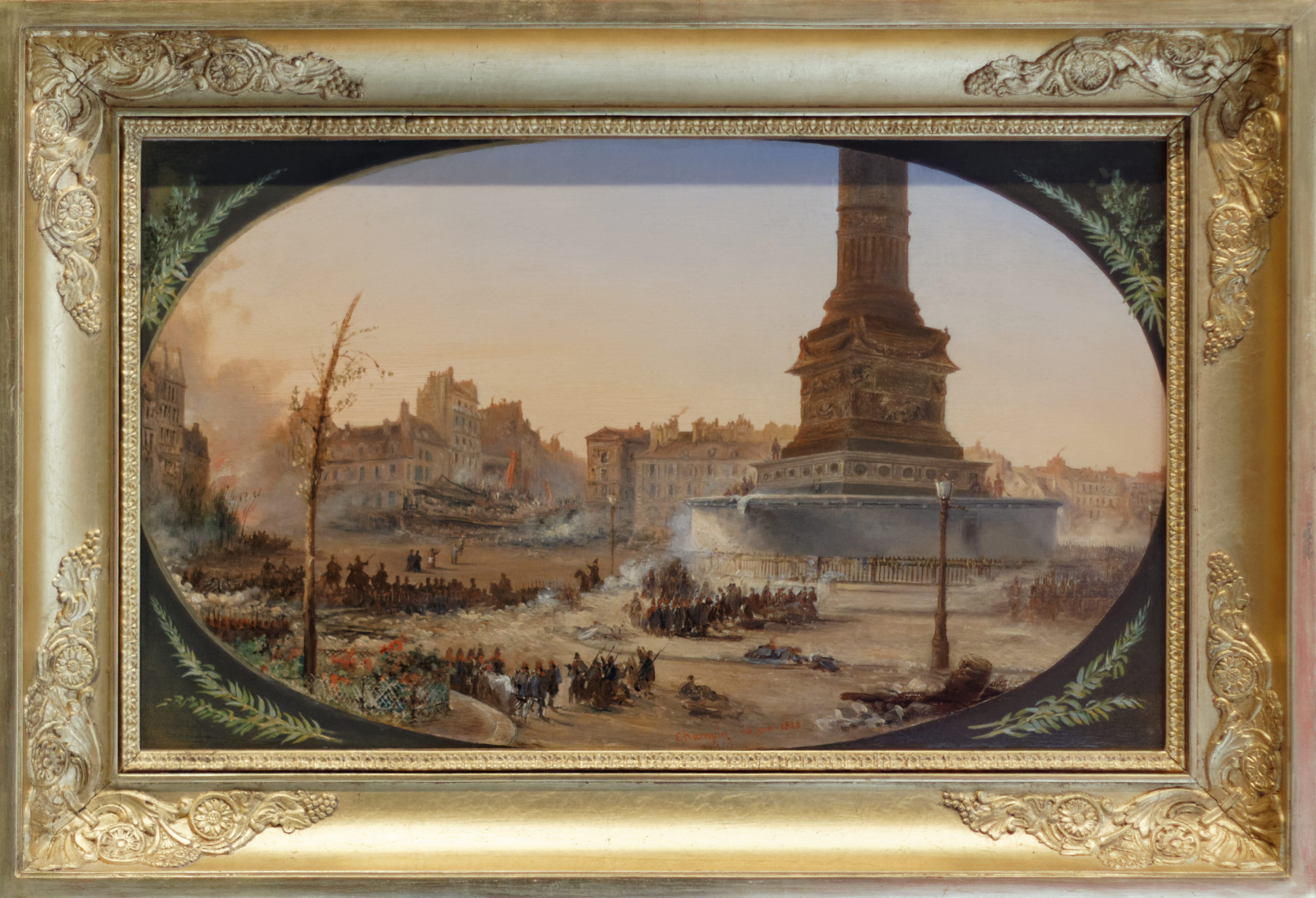
Tableau de Jean-Jacques Champin, Mgr Affre tentant de calmer les combattants de la barricade de l'entrée du faubourg Saint-Antoine.

- 24 juin : le Panthéon de Paris est un des centres de l'insurrection. Plus de 1 500 insurgés s'y sont réfugiés. Ils sont délogés par le colonel Henri-Georges Boulay de la Meurthe à la tête d'un régiment de la garde républicaine[8]. Le général Damesme sera mortellement blessé lors de ces combats.
- 25 juin : Monseigneur Affre, archevêque de Paris, est mortellement blessé sur les barricades. Le général Bréa est tué par les insurgés à la barrière d'Italie. Le général Négrier, de Lille, est tué.
- 26 juin : fin de la révolte avec la chute de la dernière barricade, située faubourg Saint-Antoine. Ces journées révolutionnaires ont fait environ 4 000 morts du côté des insurgés, et 4 000 prisonniers sont déportés en Algérie. L'Assemblée décide de poursuites à l'égard de Louis Blanc.
- 28 juin : l'Assemblée remercie le général Cavaignac en le nommant chef du pouvoir exécutif.
- 27 juillet : à la suite de la répression des journées de Juin, l’Assemblée restreint l'activité des Clubs et y interdit la participation des femmes et des enfants.
- 28 juillet : Loi sur les clubs

## Répression

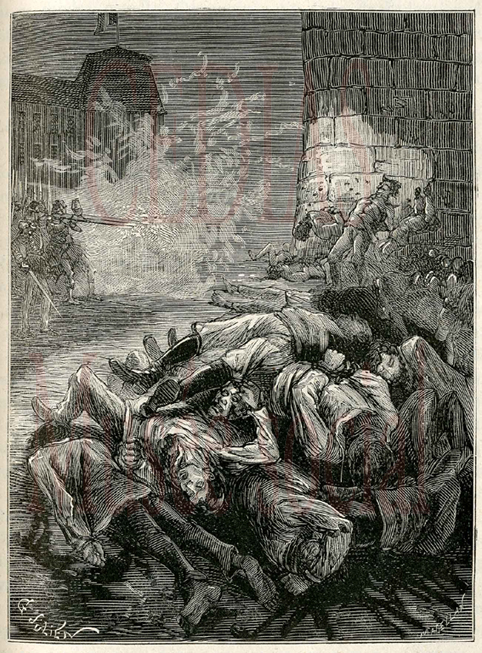
Massacres de juin 1848.

Face aux émeutiers, la police parisienne avec ses 3 000 membres est impuissante et ne peut qu'alerter les autorités et grâce à ses indicateurs, renseigner les forces gouvernementales qui furent déployées sous les ordres du général Louis-Eugène Cavaignac.
Celles-ci disposèrent de 25 000 militaires de l'armée française, en grande partie des fils de paysans, 17 000 gardes nationaux (boutiquiers et bourgeois de Paris et de province, essentiellement Amiens, Beaugency, Meung, Orléans, Pithiviers, Rouen, et Versailles,), 15 000 gardes mobiles (recrutés dans les parties les plus pauvres et les plus jeunes du prolétariat parisien) et 2 500 gardes républicains (ex-municipaux) de la police.
Les journées de juin 1848 font de nombreuses victimes. Les forces gouvernementales perdent environ 1 600 hommes dont un millier de militaires et gardes nationaux.
La République réprime dans le sang la révolution parisienne. Le nombre d'insurgés tués pendant les combats fut estimé entre 3 000 et 5 000 personnes auxquelles s'ajoutent environ 1 500 fusillés sans jugement. Il y a environ 25 000 arrestations et 11 000 condamnations à la prison ou à la déportation en Algérie.
Selon le rapport du préfet de police François Joseph Ducoux du 8 octobre, du côté des forces gouvernementales, les combats ont fait 1 460 morts, dont les deux tiers pour l'armée et la garde nationale. Les pertes de la garde républicaine sont de 92 morts, dont deux officiers supérieurs. Sept généraux sont tués et cinq autres blessés.
Le 3 juillet, le général Cavaignac affirme que le nombre des insurgés étaient au maximum de 50 000 et que les pertes de l'armée sont de 703 morts ou blessés.
Selon Ernest Lavisse et Philippe Sagnac, les pertes de l'armée sont de 800 morts et 1 500 blessés, celles des gardes mobiles de 100 morts et 600 blessés tandis que celles des gardes nationaux et des insurgés sont inconnues.
Pour Alain Bauer et Christophe Soullez, les pertes sont au total de 15 000 tués ou blessés, dont 1 800 morts pour les forces de l'ordre et 4 000 tués pour les insurgés sur 25 000 combattants.

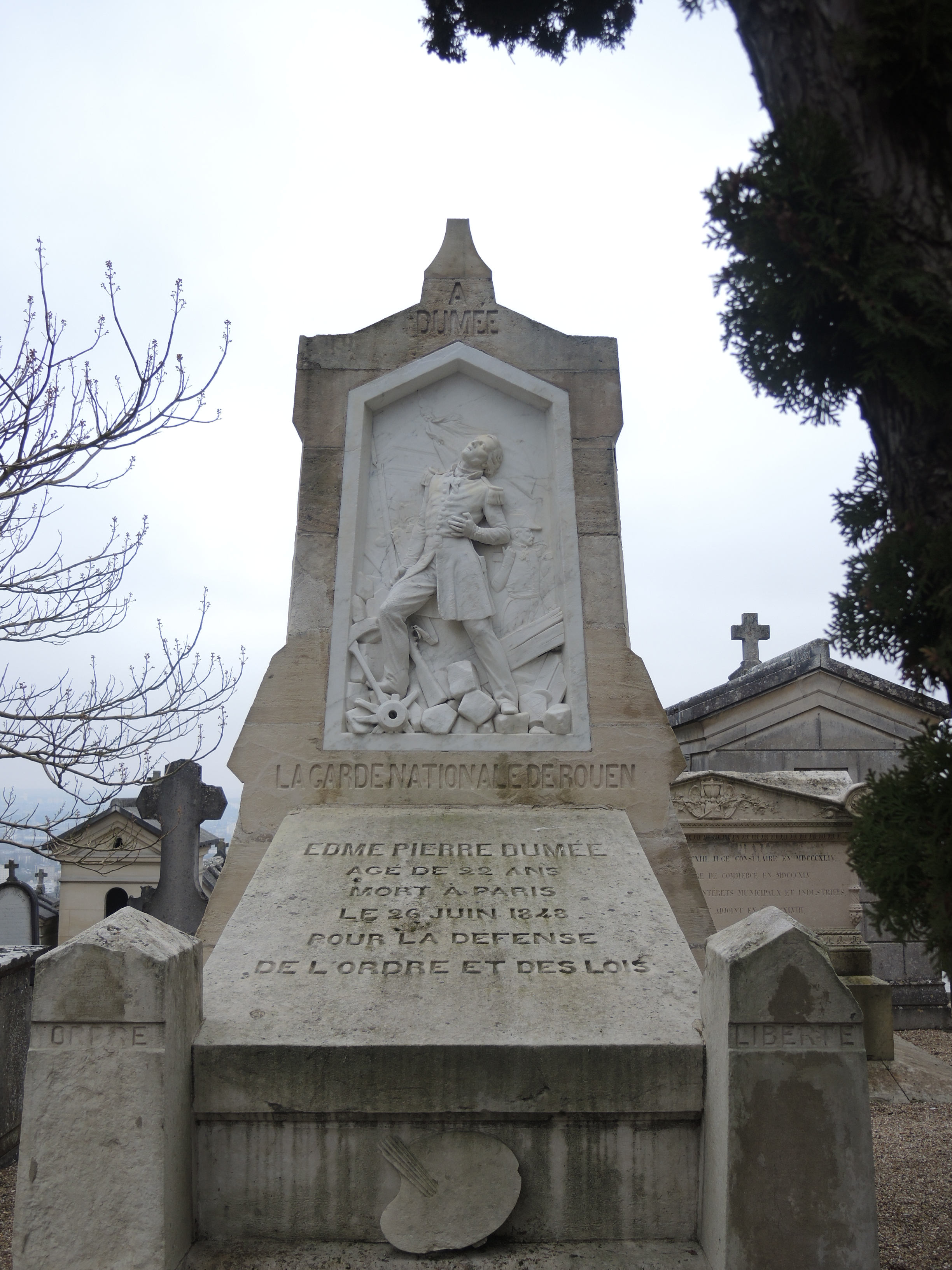
Tombeau d'Edme-Pierre Dumée, fils d'Edme Dumée, membre de la garde nationale de Rouen, tué à Paris le 26 juin 1848, au cimetière monumental de Rouen.

Selon les statistiques des journaux de médecine, 2 529 blessés ont été recensés dans les hôpitaux de Paris, cependant de nombreux blessés ont été soignés à domicile.

## Postérité
Karl Marx et Friedrich Engels analysent cette révolution comme l'acte de naissance de l'indépendance du mouvement ouvrier. Les acteurs de la Révolution de février 1848 se sont divisés en deux camps. Le premier, celui de la bourgeoisie, est satisfait de la mise en place de la République telle qu'elle est. Désormais, face à elle, les ouvriers n'ont pas oublié les mots d'ordre de « République sociale » et c'est logiquement qu'on les retrouve en juin pour les défendre encore[réf. nécessaire]. Karl Marx présente l'insurrection comme « l'événement le plus formidable dans l'histoire des guerres civiles en Europe ». La répression de Juin est aussi l'un des événements qui lui inspire le concept – sujet à discussion y compris chez les marxistes, – de Lumpenproletariat.
Alexis de Tocqueville présente quant à lui les journées de juin comme « la plus grande et la plus singulière [insurrection] qui ait eu lieu dans notre histoire et peut-être dans aucune autre ».
Ces événements renouvellent la méfiance ancienne des classes dirigeantes envers Paris. Rien d'étonnant donc à voir surgir dans les discours politiques bourgeois un certain culte de la province, de la classe moyenne paysanne comme pilier de la République. L'image est réutilisée plus tard, lors de la IIIe République.
La conséquence juridique de cette insurrection est quasi-immédiate : la constitution en cours de discussion est amendée pour en retirer toute référence sociale utilisable. La république sociale disparaît et, dans le même temps, la peur des rouges augmente et conduit à des votes de plus en plus conservateurs, d'abord au sein de la Constituante elle-même, ensuite, au moment de la désignation des corps constitués. Les élections présidentielles puis législatives amènent au pouvoir le neveu du premier empereur et une majorité monarchiste, étrange mélange pour une République.
Paris, saigné par les combats et la répression, perd la prééminence dans la vie politique. De plus, une grande partie du peuple parisien se détourne de cette République qui a fait tirer sur le peuple. Louis-Napoléon Bonaparte sait en tirer profit lorsqu'il décide de mettre fin à cette seconde expérience républicaine en France.
Une des conséquences des journées de Juin 1848 est, quelques années plus tard, la destruction symbolique des quartiers centraux parisiens par Haussmann, dont les percées urbaines (le boulevard de Sébastopol en particulier) ont coupé en leur cœur les lieux de l'insurrection, où étaient dressées de nombreuses barricades, mais aussi d'où venaient de nombreux insurgés, ouvriers et artisans de la fabrique parisienne.
Pour l'historien Samuel Hayat, « les journées du 23 au 26 juin 1848 constituent une rupture dans l'histoire de l'idée de République au XIXe siècle. Elles ne sont pas simplement l'occasion d'une victoire militaire d'un camp sur un autre, au cours d'une guerre civile qui ne serait finalement qu'un affrontement partisan continué par d'autres moyens. Elles marquent l'événement fondateur de la République comme règne de l'élection, et parallèlement le refoulement, voire la forclusion, d'une certaine interprétation de la République. Ces termes psychanalytiques sont à la mesure du traumatisme que constitue l'événement pour les uns et les autres. Les images de combats de rue, de guerre fratricide, de fusillades sans jugement marquent pour longtemps le vocabulaire politique, mais aussi les courants artistiques et littéraires qui essaient de rendre compte d'une réalité désormais brisée ».

## Historiographie
Samuel Hayat relève que l'idée d'une « insurrection du désespoir » — selon les termes de Marc Caussidière —, « uniquement motivée par la faim », « est propagée après coup, tant par les historiographies marxistes — Karl Marx lui-même écrivant qu'au 22 juin « les ouvriers n'avaient plus le choix, il leur fallait mourir de faim ou engager le combat » — que républicaines — Maurice Agulhon décrivant l'insurrection comme « une bataille de classes à l'état pur », mettant en avant « la spontanéité de la révolte ouvrière », un « mobile social brut », les ouvriers étant « acculés au désespoir » par l'abolition de celle-ci ». Répondant à François Furet pour qui l'insurrection a « pour origine la misère et le chômage, et pour point d'appui la tradition révolutionnaire renouvelée, rajeunie par Février », Samuel Hayat estime que celle-ci « n'est pas simplement l'occasion de mobiliser une supposée tradition révolutionnaire au profit d'intérêts économiques, c'est là encore tenir pour acquise une séparation entre le social et le politique qui est étrangère au projet de République démocratique et sociale. Ce que cherchent à faire les ouvriers des ateliers nationaux (qui représentent environ la moitié des insurgés), et plus encore les milliers de Parisiens qui rejoignent l'insurrection — souvent selon des mécanismes mettant en jeu des sociabilités très locales —, c'est défendre la République, comme forme indissociablement sociale et politique, la République comme promesse d'émancipation ». Il rejoint en cela l'analyse de Sylvie Aprile, pour qui « Juin n'est assurément pas une révolution de la faim ».

### Sources primaires imprimées
- Maurice Agulhon, Quarante-Huitards, Paris, Gallimard-Julliard, collection « Archives », 1976.
- Antoine Pagès-Duport, Journées de Juin. Récit complet des événements des 23, 24, 25, 26 et des jours suivants. Accompagné d'un plan de Paris, des Décrets rendus par l'Assemblée Nationale, des Actes officiels contenus au Moniteur, des diverses proclamations affichées dans Paris, et de Notices sur les généraux tués, Paris et Lyon, Th. Pitrat et Fils, 1848.
- François Pardigon, Épisodes des journées de juin 1848, 1852, réédition 2008, éditions La Fabrique  (ISBN 9782913372788).